# Fertőzés (regény)
A Fertőzés (Marker) Robin Cook huszonötödik, 2005-ben megjelent regénye, melynek fő témája az emberi genom.

## Főbb karakterek
- Jasmine „Jazz” Rákóczi – magyar származású, nagyapja az 1956-os forradalom idején disszidált az Egyesült Államokba;
- Jack Stapleton – igazságügyi orvosszakértő, a Vakság és több Robin Cook-regény szereplője;
- Laurie Montgomery – igazságügyi orvosszakértő, a Vakság és több Robin Cook-regény szereplője;
- Lou Soldano – a gyilkossági csoport hadnagya, a Vakság és több Robin Cook-regény szereplője;
- Roger Rousseau – a Manhattan General orvosi személyzeti főnöke;
- Calvin Washington – az OCME vezető-helyettese.

## Cselekmény
Dr. Laurie Montgomery 13 éve dolgozik a New York-i Igazságügyi Orvostani Intézetben. 13 év telt el azóta, hogy egy különös sorozatgyilkosságot fülelt le (Vakság című regényben), és most újra különös dolgok történnek. A Manhattan General kórházból kísértetiesen hasonló esetek érkeznek: fiatal, legföljebb középkorú betegek, rutinbeavatkozásnak számító műtét után hirtelen meghalnak. A boncolás és a toxikológiai vizsgálat semmilyen eredményt nem mutat. Calvin Washington – az intézet vezető-helyettese – nem támogatja Laurie-t, részben azért, mert orvosi szigorlatát a Manhattan Generalben töltötte, és a kórházra mai napig úgy tekint, mint tekintélyes oktatóintézményre, melynek tekintélyét bemocskolni bűn. Valamint fontos tényező az is, hogy a hatalmas ellátásszervező, az AmeriCare nem hagyja, hogy bevételkiesése legyen egy hasonló ügyből.
Laurie és Jack magánéleti problémákkal küzd: mindketten szeretik egymást, de Laurie szeretne továbblépni; házasságot, gyereket akar, ehhez viszont Jack nem érzi magát elég erősnek. Még mindig él benne a szörnyű tragédia emléke, ahogyan elvesztette volt feleségét, és kislányát, egy repülőgép-szerencsétlenség következtében. Laurie elköltözik Jacktől, és kapcsolatuk végleg megromlani látszik.
Szaporodnak az esetek, eközben Laurie édesanyját megműtik, mellrákkal. Laurie apjától megtudja, hogy anyjának szervezetében kimutatták az úgynevezett BRCA 1 gén egy speciális mutációját, mely mell- és méhrákot okozhat, és örökletes is. Laurie rászánja magát a vizsgálatra, többek között a reggeli rosszullétei és hirtelen rátörő, rövid ideig tartó gyomorfájdalmai miatt. A tesztnek pozitív eredményt hoz. Eközben ismerősének Sue Passerónak (a Manhattan General orvosa, egyetemista korukból ismerik egymást, és a vizsgálatot intézte neki), felveti a sorozatgyilkosság lehetőségét. Sue rendkívül megdöbben, és ajánlja Roger Rousseau-t, az intézmény orvosi személyzeti főnökét, akinek titoktartásáról és kedvességéről biztosítja. Roger az egyetlen, aki elkezd hinni Laurie-nak; együtt kezdenek nyomozni és folyamatosan közelebb kerülnek egymáshoz.
Öt hét telik el, ezalatt megismerjük Jasmine Rákóczit, aki erősen antiszociális viselkedésű, határozott jellem, egykor a hadseregben szolgált, de egyszer kisebb csetepatéba keveredett egy férfival, majd lelőtte azt, így elbocsátották a seregből. Most ápolónőként dolgozik a Manhattan Generalben. Másodállásban egy titokzatos Mr. Bob nevű férfinak (aki valódi nevét nem kívánja megmondani) dolgozik. Munkája roppant egyszerű, ám annál hátborzongatóbb: e-mailben kapja meg az áldozata nevét. Éjszakásként dolgozik, mikor beér a kórházba, a sürgősségi osztályon magához vesz egy ampullát (mint később megtudjuk, tömény káliumról van szó, e szer ugyanis a halál beállta után egyébként is elszabadul a szervezetben, nagy mennyiségben viszont szívleállást okoz, és a boncoláskor nem kimutatható), majd valamikor az éjszaka leple alatt beadja a frissen műtött beteg infúziójába, akinél hamarosan be is áll a halál. Nem barja elviselni hogy felettesei – meglátása szerint – nem értenek munkájukhoz. Egyik este két emberrel is végeznie kell, és kisebb problémák miatt nem tud zöld ágra vergődni Susan Chapman főnővérrel, aki gyanakodni kezd rá. Műszakváltáskor az autójában megöli, rablótámadásnak álcázva a gyilkosságot. Az ügy pikantériája, hogy a főnővér Lou Soldano felettesének egy rokona, így Lounak hamar ki kell nyomoznia, hogy ki a tettes.
Roger egyre jobban belemerül a nyomozásba; készít egy listát, amin a potenciális gyanúsítottak szerepelnek, köztük Rákóczi, és egy dr. Jóse Cabreo nevű orvos, akire Laurie-ék gyanakodnak, korábbi műhiba perei és drogfogyasztása miatt. Roger egyik éjjel magánnyomozásba kezd, és kikérdezi Rákóczit, aki és akire gyanakodni kezd. Nem sokkal később Rákóczi két fegyverlövéssel megöli őt.
Másnap Laurie ügyeletes az intézetben, és kapnak egy gyilkossági esetet, Lou Soldano rendőrhadnaggyal, fej és kezek nélkül (az azonosítás megnehezítésére). Miközben elkezdi boncolni, döbbenten vesz észre egy különös, egyedi tetoválást, amely pont ugyanott volt, mint Rogernek. Később a DNS-vizsgálat alátámasztja, hogy Roger Rousseau az. Laurie azonnal értesíti Jacket, aki felajánlja, hogy bemegy az intézetbe, és elvégzi a boncolást. Közben Louval ellenőrzik Roger irodáját, ahol megtalálják a listát. Közben Laurie a kórlapok alapján igyekszik újabb közös tulajdonságokat találni az esetek között. Felfigyel egy bizonyos „MASNP” tesztre, mely az egyik betegnél ”MEF2A pozitív„ eredményt hoz.
Laurie reggeli rosszulléteire és hasi fájdalmainak okára is fény derül: terhes. Mivel Rogerrel nem feküdt le, tudta, hogy csak Jack gyereke lehet. Egy nem túl jól befejeződő vacsora alkalmával beszámol Jacknek, aki nem tud mit kezdeni az információval. Ám Laurie fájdalmai egyre hevesebbek lesznek, sőt, vérezni kezd. Felhívja nőgyógyászát, aki azonnal mentőt küld érte, mondván nagy a veszélye, hogy méhen kívüli terhessége van. A nőgyógyász gyanúja beigazolódik, gyors műtétre szorul, a mentők már a műtőbe viszik. Jack éppen az altatásra ér oda, Laurie megkéri, hogy folytassa a nyomozást. A műtét rendben lezajlik, és Lauriet egy nem éppen csendes helyre viszik megfigyelésre, ahol nem fenyegeti veszély.
Rákóczi újabb nevet kap e-mailben: Laurie Montgomery. Közben Jack egyre jobban belemerül a nyomozásba, és szörnyű eredményre bukkan: az MASNP nevezetű teszt, amit Laurie talál, egy úgynevezett markerteszt, mely olyan változásokat keres a génekben, melyek hosszú távon biztosan valamilyen daganatot, vagy más költséges orvosi ellátást igénylő betegséget okoznak. Ezért áll érdekében az AmeriCare-nek, hogy az ilyen embereket eltegye lábalól; még a bérgyilkost és a biztosítást kifizetve is jobban megtérül számukra. Közben egy szakértővel egyeztetve arra is rájön, hogy a kálium a gyilkos szer. Jack ekkor döbben rá, hogy Laurie műtétje éppen most fejeződik be, megijed, hogy talán történik valami, hiszen neki is pozitív lett ez a bizonyos teszt. Éppen beér a kórházba, ám Laurie-t nem a biztonságos megőrzőben találja: saját szobába szállították. Éppen az utolsó pillanatban ront be a szobájába, ahol Rákóczi éppen a leszíjazott Laurie infúziójába próbálja befecskendezni a tömény káliumot. Rákóczi roppantul ideges és zavart lesz, Jack pedig őrülten kitolja az ágyat, és azonnal újraélesztést kér. Az odaérkező csapatnak megmondja, hogy magas káliumszint miatt kezeljék; kisebb hezitálás után ez meg is történik, Laurie életét sikerül megmenteni. Ám a történet itt még nem ér véget.
Jack egyeztet Lou Soldanóval, aki két rendőrt küld Laurie kórterme elé, és megígéri Jacknek, hogy azonnal kihallgatja Rákóczit. Ám Jacknek ekkor jut eszébe, hogy Rákóczi épp most távozik, hiszen műszakváltás van. Szerencséjére felvilágosítják, hogy a fekete Hummer gépkocsijával hol szokott parkolni, és pont akkor ér oda, amikor Jasmine. Óvatosan közli vele, hogy valaki keresi az épületből, de Rákóczi rögtön tudja, miről van szó, és egy az ágyékába irányított pontos rúgás után betuszkolja a Hummerba. Jack rémülten ül az anyósülésen, mellette Jazz, aki fegyvert fog rá, és ekkor egy lövést hall. A nő holtan bukik a kormányra, és a hátsó ülésen ülő alak elkéri Jacktől Jazz fegyverét. Ekkor érkezik Lou Soldano, Jack pedig három lövést ereszt a hátsó ülésen helyet foglaló férfiba (akit Mr. Bob küldött, Rákóczi likvidálására, mivel az túl sokat kockáztatott azzal, hogy két embert is megölt, a főnővért és egy vezető beosztású orvost).
Az utószóban megtudjuk, hogy Laurie a műtét ellenére nemzőképes, és hogy a szörnyű sorozatgyilkosság nem csak az Államokban, hanem szerte Európában is jelen volt-van. Bár nem sikerült még mindenkit letartóztatni, Lou Soldano állítása szerint hamarosan sor kerül erre is.

## Magyarul
- Fertőzés; ford. Fazekas László; Alexandra, Pécs, 2005

## Idézetek
– Szeretlek, Jack – mondta Laurie, és a karját megfogva visszatartotta. – Azonban többre van szükségem. Férjhez akarok menni, hogy családom legyen! Ennél jobb helyen szeretnék élni! – Elengedte Jack karját, és széles mozdulattal körbemutatott a szobán, amelynek a faláról itt-ott már erősen pergett a festék, a világítását pedig egyetlen csupasz, a plafon közepéről lelógó villanykörte jelentette. Az ágynak hiányzott a fejlapja, az éjjeliszekrényeket két végére állított borosláda helyettesítette, és a bútorzatot a falhoz tolt öreg komód tette „teljessé". – Nem vágyom semmi luxusra, nem kell, hogy olyan legyen, mint a Topkapi szeráj, de ez egyszerűen nevetséges.

– Eddig azt hittem, elég neked a négy csillag.

– Tartogasd máskorra a szarkazmusodat! – csattant fel Laurie. – Amilyen keményen dolgozunk, megérdemelnénk egy kis luxust. De igazából nem erről van szó, hanem a kapcsolatunkról, amely úgy tetszik, téged tökéletesen kielégít, nekem viszont kevés. Tömören és velősen, ez van.

– Megyek, lezuhanyozom – felelte Jack, mire Laurie halványan, kesernyésen elmosolyodott.

– Remek. Menj!